# Saltvattensmygga
Saltvattensmygga, Aedes detritus är en tvåvingeart som först beskrevs av Alexander Henry Haliday 1833.  Aedes detritus ingår i släktet Aedes och familjen stickmyggor. Arten är reproducerande i Sverige. Inga underarter finns listade i Catalogue of Life.